# Reakční meziprodukt
Reakční meziprodukt, či jen meziprodukt, je molekulární entita vznikající v průběhu chemické reakce jako produkt z reaktantů a/nebo dříve takto vytvořených entit, která se dále přeměňuje. Meziprodukty se neuvádějí v souhrnných rovnicích reakcí.
Jako příklad lze uvést tuto obecnou reakci:
A + B → C + D
Jestliže se reakce skládá ze dvou kroků::
A + B → X
X → C + D
pak je X jejím meziproduktem.

## Definice
Mezinárodní unie pro čistou a užitou chemii definuje meziprodukt jako sloučeninu s poločasem delším než u vibrací molekul, která přímo nebo nepřímo vzniká z reaktantů a dále se přímo nebo nepřímo přeměňuje na konečný produkt. Poločas odlišuje skutečné, chemicky odlišné, meziprodukty od vibračních stavů a přechodných stavů (které mají poločasy podobné jako vibrace molekul).
Různé kroky reakcí se často liší svými rychlostmi. Pokud je tento rozdíl významný, pak se meziprodukt spotřebovávaný rychleji označuje jako relativní. Reaktivní meziprodukt je takový, který v důsledku rychlé přeměny nezůstává ve směsi produktů. Reaktivní meziprodukty mívají vysoké energie a jsou nestálé a málokdy izolovatelné.

## Příklady

### Karbokationty
Častými meziprodukty jsou kationty, například karbokationty.

#### Karbokationty při adicích na alkeny
Karbokationty vznikají při dvou hlavních adičních reakcích alkenů. Při adicích molekul typu HX vazba pí u alkenu slouží jako nukleofil, na který se navazuje proton z molekuly HX, kde X je halogen. Tímto krokem vzniká karbokationtový meziprodukt, na jehož kladně nabitý uhlík se poté naváže X.
CH2=CH2 + HX → CH3CH +
2  + X−
CH3CH +
2  + X− → CH3CH2X
Obdobně slouží dvojná vazba i při adici vody, kdy se na ní naváže proton z H3O+, čímž se vytvoří karbokation (a molekula H2O); přes atom kyslíku se poté H2O napojí na kladný uhlík meziproduktu. Nakonec deprotonací vznikne alkohol.
CH2=CH2 + H3O+ → CH3CH +
2  + H2O
CH3CH +
2  + H2O → [CH3CH2OH2]+
[CH3CH2OH2]+ + H2O → CH3CH2OH + H3O+

#### Karbokationtové meziprodukty nukleofilních substitucí
Nukleofilní substituce probíhají skrz ataky nukleofilních molekul na kladně nebo částečně kladně nabitých místech molekul za tvorby nové vazby. Dělí se na SN1 a SN2 reakce, lišící se svými mechanismy, přičemž během SN1 vznikají karbokationtové meziprodukty. Při reakcích SN1, se odštěpením odstupující skupiny vytvoří karbokation, který poté reaguje s nukleofilem za vzniku nové vazby a utvoření konečného produktu; příkladem může být reakce terc-butylbromidu vytvářející 2-methyl-propan-2-ol.
(CH3)3CBr → (CH3)3C+
(CH3)3C+ + H2O → [(CH3)3COH2]+
[(CH3)3COH2]+ → (CH3)3COH + H+

#### Karbokationty při eliminačních reakcích

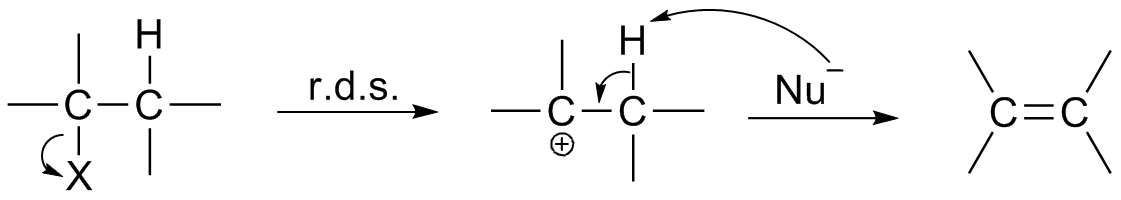

Eliminační reakce probíhají oddělením odstupující skupiny a protonu za vzniku vazby pí. Mají dva různé mechanismy, E1 a E2, kde se E1 účastní karbokationty, vznikající oddělením substituentu od uhlíku. Poté rozpouštědlo odštěpí proton, ale elektronpůvodně vytvářející vazbu protonu vytvoří vazbu pí.

### Karboanionty
Karboanionty jsou silnými nukleofily, které lze využít k prodlužování alkenových řetězců.
C2H2 + NaNH2 v NH3(l) → CH≡C-
CH≡C- + BrCH2CH3 → CH≡C-CH2CH3
Meziproduktem této reakce je alkynový karboanion CH≡C−.

### Radikály
Radikály jsou obvykle velmi reaktivní, jelikož mají nepárové elektrony. Často reagují s vodíky navázanými na uhlíkaté molekuly, čímž vytvářejí radikálová centra na atomech uhlíku, čímž vyvolávají propagaci. Takto vytvořené uhlíkaté radikály mohou reagovat s neradikálovými molekulami, a tím prodlužovat propagaci, nebo s dalšími radikály za tvorby stabilních molekul, například uhlovodíků s delšími řetězci, nebo alkylhalogenidů.

#### Chlorace methanu
Chlorace methanu probíhá řetězově. Souhrnná rovnice je:
CH4 + 4 Cl2 → CCl4 + 4 HCl
Při této reakci se vyskytují 3 meziprodukty vzniklé postupně během 4 nevratných reakcí druhého řádu:
CH4 → CH3Cl → CH2Cl2 → CHCl3 → CCl4
Reaktanty: CH4 + 4 Cl2
Produkty: CCl4 + 4 HCl
Meziprodukty: CH3Cl, CH2Cl2, CHCl3
Dílčí reakce:
CH4 + Cl2 → CH3Cl + HCl
CH3Cl + Cl2 → CH2Cl2 + HCl
CH2Cl2 + Cl2 → CHCl3 + HCl
CHCl3 + Cl2 → CCl4 + HCl
Koncentrace meziproduktů lze vypočítat integrováním soustavy kinetických rovnic. Reakce je radikálovou propagační reakcí.
- Iniciace může být uskutečněna termolýzou (zahřátím) nebo fotolýzou (působením světla), které rozštěpí vazby v molekule chloru.

Cl-Cl  Cl• + Cl•
Rozštěpením vazby vznikají dva reaktivní atomy chloru.
- Propagace se dělí na dvě části. V první radikál chloru odděluje vodík z uhlíkaté molekuly za vzniku chlorovodíku a methylového radikálu.

CH3-H + Cl• → CH3• + H-Cl
CH2Cl-H + Cl• → CH2Cl• + H-Cl
CHCl2-H + Cl• → CHCl2• + H-Cl
CCl3-H + Cl• → CCl3• + H-Cl
Takto vytvořené uhlíkaté radikály poté reagují s molekulami CHCCl2, čímž se obnovují radikály chloru a cyklus se opakuje. Tento krok je umožněn tím, že methylové radikály jsou stálejší než radikály chloru.
CH3• + Cl-Cl → CH3Cl + Cl•
CH2Cl• + Cl-Cl → CH2Cl2 + Cl•
CHCl2• + Cl-Cl → CHCl3 + Cl•
CCl3• + Cl-Cl → CCl4 + Cl•
V průběhu propagace se vytváří několik reaktivních molekul, které jsou zachycovány při terminaci.
- Terminace nastává při spojení dvou radikálů. Produkty terminací se zpravidla vytvářejí s mnohem nižšími výtěžnostmi než hlavní produkty nebo meziprodukty, protože koncentrace reaktivních radikálů bývají oproti ostatním složkám reakčních směsí nízké. Tímto způsobem vznikají stabilní vedlejší produkty, reaktanty, a meziprodukty, a rychlost propagace se snižuje zmenšením množství radikálů, které mohou dále propagovat reakci.

K terminačním reakcím patří mimo jiné:
Spojení methylových radikálů vazbou C-C za vzniku ethanu (vedlejšího produktu)
CH3• + CH3• → CH3-CH3
Spojení methylového radikálu s Cl za tvorby chlormethanu (další reakce vytvářející meziprodukt)
CH3• + Cl• → CH3Cl
Spojení dvou Cl radikálů, obnovující molekulu chloru (reakce obnovující reaktant)
Cl• + Cl• → Cl2

## Využití

### Biologické meziprodukty
Reakční meziprodukty jsou důležité v řadě biologických procesů, například meziprodukt reakce metalo-β-laktamázy využívají bakterie k získání odolnosti vůči běžným antibiotikům, například penicilinu. Metalo-β-laktamáza je schopna katalyzovat rozklad β-laktamových antibiotik. Pomocí spektroskopických metod bylo zjištěno, že meziprodukt reakce metalo-β-laktamázy vyvolává tuto odolnost pomocí zinku.
Dalším příkladem je reakce AAA-ATPázy p97, proteinu zapojeného do řady procesů buněčného metabolismu. Při výzkumu meziproduktů jeho reakcí byl nalezen nukleotidový meziprodukt ADP.Pi, který má důležitou úlohu v molekulárním působení p97.
Biologicky významné reakční meziprodukty vytvářejí také enzymy RCL, katalyzující štěpení glykosidových vazeb. Při výzkumu methanolýzy se zjistilo, že reakce pro průběh vyžaduje vytváření určitého meziproduktu.

### V chemickém průmyslu
V chemickém průmyslu se jako meziprodukty také označují (stabilní) produkty reakcí, které mají význam jako prekurzory v dalších procesech. Jako příklad lze uvést kumen, vyráběný z benzenu a propenu a používaný na výrobu acetonu a fenolu kumenovým procesem. Samotný kumen má minimální význam.